# Susana de Roma
Susana de Roma, virgem mártir cristã do século III, festejada no dia 11 de agosto juntamente com São Tibúrcio.

## Vida e obras
De acordo com os Acta sobre a sua vida, Susana e sua família eram parentes do futuro imperador Diocleciano. Ela, o pai, Gabino e seu tio, Caio, eram cristãos e os homens eram sacerdotes e a casa onde moravam era utilizada como uma igreja clandestina. Já os outros dois tios de Suzana, Máximo e Cláudio, eram pagãos.  Em 283, Caio foi eleito bispo de Roma e passou a ser conhecido como papa Caio.
Quando ascendeu ao trono em 284, Diocleciano estabeleceu a tetrarquia e passou a reinar no oriente enquanto que Maximiano reinava no ocidente. Ambos nomearam césares como sucessores e co-imperadores juniores: Maximiano indicou Constâncio Cloro (o pai de Constantino, o Grande) e Diocleciano, Galério. Em 293, para garantir sua sucessão, Diocleciano desejava casar seu jovem sucessor rapidamente (ou, segundo outra fonte, seria com Maximiano), mas sua filha, Valéria, já estava casada e a única jovem solteira da família seria Susana, sua prima. O anúncio do casamento traria a desgraça para ela e a família.
Segundo um relato do século VI, Susana recusou-se a casar, encorajada pelo pai e pelo tio a manter seu voto de virgindade. Cláudio e Máximo tentaram convencê-la, mas acabaram convertidos ao cristianismo. O próprio Magêncio (ou Maximiano) também não conseguiu dissuadi-la, o que levantou suspeitas de que todos da família seriam cristãos. Depois de ter sido defendida pela esposa de Diocleciano, a imperatriz Prisca, que seria secretamente cristã (vide Alexandra de Roma).
Em seguida, o cônsul Macedônio ordenasse que Susana realizasse um sacrifício ao deus romano Júpiter para provar sua fé.  Quando ela se recusou, ficou evidente que ela era de fato cristã, mas neste ponto os relatos divergem. Segundo uma fonte, o próprio Macedônio ordenou que ela fosse morta. Já em outra, Susana teria sido libertada por ser da família do imperador Diocleciano.

## Morte e devoção
Quando o imperador, que estava na fronteira oriental, soube da recusa e do motivo, ficou furioso e ordenou a execução de Susana. Ela foi decapitada e seu pai, Gabino, foi morto de fome na prisão. Máximo, Cláudio, a esposa deste, Prepedigna, e os filhos do casal, Alexandre e Cúzia, foram todos mortos. 
O único sobrevivente foi o papa Caio, que se escondeu nas catacumbas. De acordo com seu Acta, ela teria sido decapitada em 295, enquanto que no relato do século VI, a data seria 293.
No ano de 330, uma basílica foi construída sobre a casa de Susana e dedicada primeiro a São Caio, em homenagem ao papa tio dela. No século VI, o papa Gregório, o Grande, rededicou-a em sua homenagem e ela é conhecida desde então como Sancta Susanna ad duas domos.
Sua entrada no Martirológio Romano (dia 11 de agosto) a retrata da seguinte forma:
| “ | Em Roma, comemoração de Santa Susana, em cujo nome, que foi mencionado entre os mártires nas listas antigas, a basílica da igreja titular de Caio nas Termas de Diocleciano foi dedicada a Deus no século VI. | ” |
|   | — Martirológio Romano. |   |

A festa de Santa Susana que estava inclusa no Calendário Romano de Santos como sendo de observância obrigatória nos santuários de rito romano foi removida em 1969 por causa da natureza lendária dos Acta de seu martírio.